# مارکار گالستیانس
مارکار گالستیانس (ارمنی: մարքար Գալստիանց; انگلیسی: Markar Galstiants زاده ۱۸۸۸ - درگذشته ۱۸۸۸)، معروف به الگال، مهندس معمار ارمنی‌تبار اهل ایران بود.

## زندگی‌نامه
در سال ۱۸۸۸ میلادی (۱۲۶۷ خورشیدی) در محله جلفای نو اصفهان به دنیا آمد. تحصیلات ابتدایی و متوسطه را در مدرسهٔ شبانه‌روزی کلکته، هند گذراند و تحصیلات عالیه را در کینگز کالج لندن در رشتهٔ معماری به پایان رسانید.
نخستین بنای مهم وی «ساختمان پستخانه مرکزی تهران» است. از وی برای ساخت بناهای «شرکت نفت» و «بانک شاهی» دعوت به عمل آمد. وی در سال ۱۹۳۹ (۱۳۱۸) «ساختمان شماره یک وزارت امورخارجه» را ساخت. برای ساخت این بنا موفق به دریفت مدال گردید.
بنای ساختمان پستخانهٔ مرکزی در سال ۱۹۲۸ (۱۳۰۷) به مناقصه گذاشته شد و نیکلای مارکف، معمار گرجی، برنده آن شد، اما ساخت آن به دست گالستیانس انجام گرفت. عباس مسعودی که در سال ۱۹۳۴ (۱۳۱۳) گزارشی از عمارت پستخانه در روزنامه اطلاعات نوشته، الگال گالستیانس را سازنده آن معرفی کرده است. حسین لرزاده نیز روایت کرده است که عمارت پست، کار الگال گالستیانس است.
بسیاری از معماران و سازندگانی که در سال‌های پیش از جنگ جهانی دوم و بلافاصله پس از آن در تهران فعالیت داشته‌اند، حرفه خود را نزد «الگال» آموخته‌اند.
وی در سال ۱۹۸۵ (۱۳۶۴) در ایالات متحده آمریکا بدرود حیات گفت.

## آثار
آثار او عبارت اند از:
- ساختمان اداره پست ایران (ساختمان پستخانهٔ مرکزی (خیابان امام خمینی))[پانویس ۱]
- ساختمان بانک شاهی (بانک تجارت شعبهٔ میدان امام خمینی)
- ساختمان شمارهٔ ۱ وزارت امور خارجه
- بیمارستان مسیح در کرمانشاه[۱] (در ۲ خرداد ۱۴۰۳ تخریب شد)[۲]

## نگارخانه

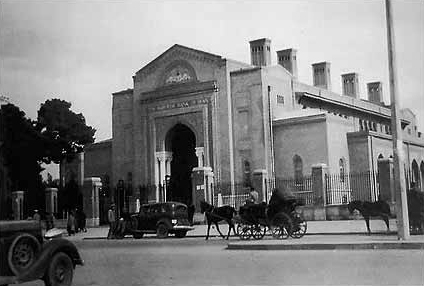
ساختمان بانک شاهی در میدان توپخانه
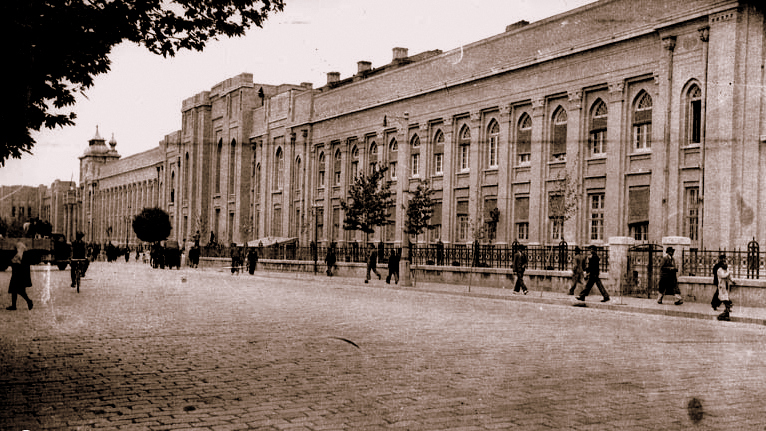
ساختمان اداره پست (تهران)

## مطالعه بیشتر
- «یادگار معماران مسیحی». همشهری آنلاین.
- «تهران بهترین بناهای خود بویژه در ناحیه مرکزی شهر را که هنوز دیدنی‌ترین ناحیه شهر است، وامدار ایرانیان ارمنی است». ایران دانش. بایگانی‌شده از اصلی در ۲۷ فوریه ۲۰۱۴.
- «نقش جامعه ایرانیان ارمنی در ظهور معماری مدرن شهر تهران» (PDF). بایگانی‌شده از اصلی (PDF) در ۱ اوت ۲۰۱۴.
- «تهران و معماران مسیحی‌اش». بایگانی‌شده از اصلی در ۲۸ مارس ۲۰۱۸.
- آثار معماران ارمنی در ایران نشریه پیام ساختمان، شماره   176، 28 دی 1392
- «یادگار معماران مسیحی». بایگانی‌شده از اصلی در ۲ آوریل ۲۰۱۵.